# Stadtsparkasse München
Die Stadtsparkasse München ist eine Anstalt des öffentlichen Rechts. Rechtsgrundlagen sind das Sparkassengesetz, die bayerische Sparkassenordnung und die durch den Träger der Stadtsparkasse erlassene Satzung. Organe der Sparkasse sind der Vorstand und der Verwaltungsrat. Gemessen an ihrer Bilanzsumme ist die Stadtsparkasse München die größte Sparkasse im Freistaat Bayern.

## Geschäftsausrichtung und Geschäftserfolg
Die Stadtsparkasse München betreibt als Sparkasse das Universalbankgeschäft. Sie ist in ihrem Geschäftsgebiet nach eigenen Angaben Marktführer im Privatkundenbereich in Bezug auf Hauptbankverbindungen. Die Stadtsparkasse arbeitet im Verbundgeschäft unter anderem mit der LBS Bayerische Landesbausparkasse, der DekaBank und der Versicherungskammer Bayern zusammen. Die Funktion einer Sparkassenzentralbank übernimmt für sie die Bayerische Landesbank.
Träger der Stadtsparkasse München ist die Landeshauptstadt München.
Mit den fünf von ihr gegründeten Stiftungen (Stiftung Altenhilfe, Stiftung Straßenkunst, Kinder- und Jugendstiftung, Stiftung Soziales München) sowie der Kundenstiftung „Gemeinsam Gutes tun“ und Spenden hat die Stadtsparkasse München allein im Jahr 2020 rund 200 soziale und kulturelle Projekte gefördert.

### Organisationsstruktur
Im Marktbereich verfügt die Stadtsparkasse über 93 Geschäftsstellen und SB-Servicestellen sowie Betreuungs- und KompetenzCenter für Geldanlage und Vorsorge, Immobilienkauf und -finanzierung, Internationales Geschäft, Versicherungsfragen, Gewerbekunden, Stiftungen, Selbstständige in freien und Heilberufen, Existenzgründer und Immobilieninvestoren. Insgesamt beschäftigt die Stadtsparkasse München 2.484 Mitarbeiter.

## Geschichte

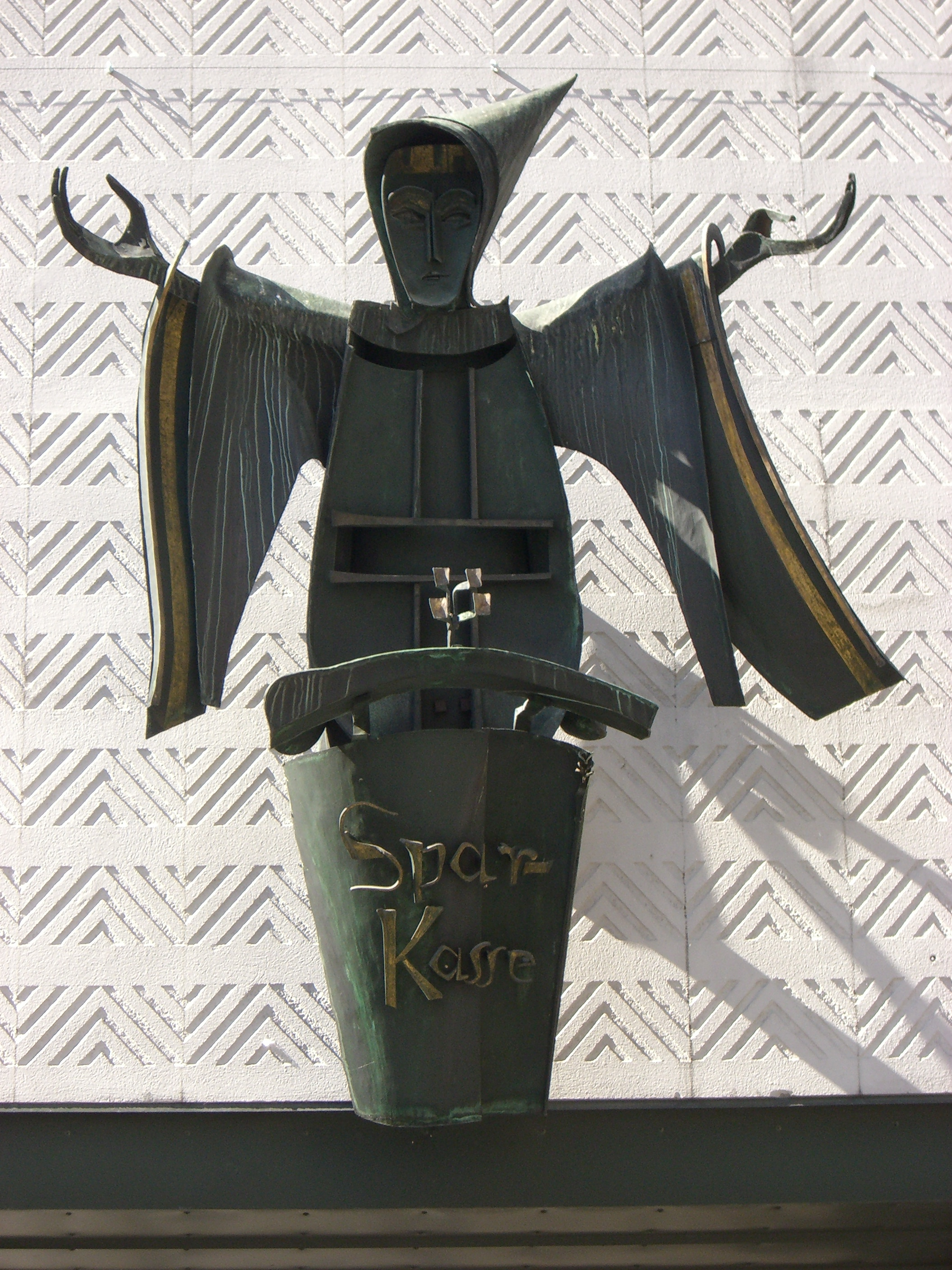
Figur am Gebäude der Hauptstelle

Am 2. Januar 1824 eröffnete die „Sparkasse der königlichen Haupt- und Residenzstadt München“ ihre ersten Geschäftsräume, das sogenannte „Einlagebuereau“ in der damaligen Angersbachstraße 13 im Angerviertel. Damit bot sich erstmals für viele Münchner die Möglichkeit, Geld sicher und verzinslich für die eigene Vorsorge anzulegen. Dies war insbesondere wichtig, da viele Arbeiter und Angestellte in Gemeinschaftsunterkünften lebten.
Die Sparkasse legte die Kundengelder gesammelt bei der Staatsschuldentilgungskasse an. 1840 betrugen die Einlagenbestände bereits 4,5 Millionen Gulden. Als Anfang der vierziger Jahre die Lebensmittelpreise stark anstiegen und wenige Jahre später die Cholera ausbrach, machten sich die bei der Sparkasse angelegten Gulden für viele bezahlt. Die vermehrten Abhebungen führten jedoch zu Liquiditätsschwierigkeiten, da die Staatsschuldentilgungskasse die hinterlegten Gelder für den Eisenbahnbau und die Bauten König Ludwigs verwendet hatte. Die Rückzahlung erfolgte schrittweise bis 1860.
Ab 1848 nutzte die Sparkasse zur Anlage der Kundengelder ausschließlich die neu geschaffene Möglichkeit, Kredite an die Stadt München zu vergeben. Auf diese Weise wurden öffentliche Vorhaben wie der Bau der Maximilianstraße, die Schrannenhalle oder die Kanalisation verwirklicht. Ab 1888 vergab die Sparkasse Hypothekendarlehen auch an Privatpersonen.
1899 bezog die Sparkasse den ersten Teil ihrer heutigen Hauptstelle nahe dem Marienplatz zwischen dem Tal und der Ledererstraße. Das beide Straßen verbindende Bräuhaus-Gässchen wurde einige Jahre später in Sparkassenstraße umbenannt. In dieser Zeit weitete die Städtische Sparkasse zudem ihr Leistungsspektrum aus: Das Wertpapiergeschäft sowie der bargeldlose Zahlungsverkehr – in Form des von den Sparkassen entwickelten Scheck- und Überweisungsverkehrs – wurden eingeführt. 1904 begann parallel dazu der Aufbau des Zweigstellennetzes. 1918 bestanden über zwölf Annahmestellen, die vorwiegend in Drogerien und Apotheken integriert waren.
Die große Inflation von 1923 und die darauffolgende Währungsreform ließ die Einlagen auf rund 220.000 Reichsmark schrumpfen. Ein Jahr später riefen Vertreter von Sparkassen aus 28 Ländern den Weltspartag ins Leben, der an die Bedeutung der finanziellen Vorsorge erinnert.
Im Jahr 1924 hieß die Sparkasse „Städtische Spar- und Girokasse München“,  zur Zeit des Nationalsozialismus führte sie den Namen „Sparkasse der Hauptstadt der Bewegung München“.
1950 besaß die Städtische Sparkasse 24 Filialen. In den darauffolgenden Jahren baute sie das Zweigstellennetz deutlich aus. Darüber hinaus vergab die Stadtsparkasse nun auch Konsumentenkredite und finanzierte in den Fünfzigerjahren etwa ein Viertel aller Neubauten in München. 1968–1971 wurden alle Zweigstellen auf EDV umgestellt und miteinander vernetzt. Damit zählte das Institut zu den ersten Banken Europas, die die IT eingeführt haben. Seit 1972 trägt es die Bezeichnung „Stadtsparkasse München“. Unter der Vorreitern im Bankgewerbe war sie auch 1999 mit SB-Einzahlautomaten für Münzen, die den Betrag sofort dem Konto gutschreiben oder 2006 mit einem Geldautomaten für den mobilen Einsatz auf Großveranstaltungen. 2017 betrieb das Kreditinstitut im Stadtgebiet Münchens rund 210 Geldautomaten und Cash Recycler, 220 SB-Serviceterminals sowie Münzeinzahl-Automaten und Münzwechsler. 2004 emittierte die Stadtsparkasse München als erste bayerische Sparkasse erstmals einen Pfandbrief zur Refinanzierung am Kapitalmarkt. Seitdem hat sie drei weitere Pfandbriefe am Markt platziert.
2018 wurden fünf Filialen geschlossen und einige weitere zu reinen Automaten-Standorten (SB-Filialen) umgebaut; andererseits wurde das Angebot bei Telefon- und Onlineberatung erweitert. 2022 wurde die Schließung von weiteren Filialen sowie nun auch von SB-Filialen angekündigt; außerdem haben manche Filialen nur noch an wenigen Wochentagen ihre Schalter geöffnet. Eine im Juli 2023 angekündigte Gebührenerhöhung für Girokonten wurde nach deutschlandweiter Kritik teilweise rückgängig gemacht.
Im Jahr 2022 unterhielt die Sparkasse sechs Stiftungen, die etwa 55 soziale und kulturelle Projekte unterstützten.

## Gebäude
Die Stadtsparkasse ist Eigentümer einer Reihe von Gebäuden in München, darunter die Hauptstelle im Tal, das Verwaltungszentrum in Schwabing, ein weiteres Verwaltungsgebäude in Giesing sowie Wohn- und Geschäftshäuser.
Der älteste Gebäudeteil der Hauptstelle wurde von Hans Grässel 1889 bis 1899 im Stil der Neorenaissance erbaut. Von 1906 bis 1908 wurde dann das Stadtbauamtsgebäude an der Sparkassenstraße und am Tal im selben Stil errichtet. Nach dem Zweiten Weltkrieg errichtete Werner Eichberg 1956 bis 1958 einen Erweiterungsbau, der den Komplex bis zur Maderbräustraße fortsetzte. 1989 bis 1992 baute Paolo Nestler den Innenhof zu einer glasüberdachten luftigen Schalterhalle um. Auch wurde die alte Schalterhalle renoviert und für den Kundenverkehr genutzt.
Das Verwaltungszentrum in Schwabing, Ungererstraße 75 (Ecke Schenkendorfstraße), wurde 1988 nach Plänen von Herbert Kochta errichtet.

## Kritik
Im Frühjahr 2020 kritisierten bayerische Verbraucherzentralen eine Reihe von Sparkassen, allen voran die Stadtsparkasse München, dass Kunden jahrelang zu wenig Zinsen auf Prämiensparverträge gezahlt worden sei.